# Franziska Gritsch
Franziska Gritsch (15 maart 1997) is een Oostenrijkse alpineskiester.

## Carrière
Gritsch maakte haar wereldbekerdebuut in december 2017 in Lienz. In december 2018 scoorde ze in Sankt Moritz haar eerste wereldbekerpunten. Op de wereldkampioenschappen alpineskiën 2019 in Åre eindigde de Oostenrijkse als achtste op de alpine combinatie, in de landenwedstrijd veroverde ze samen met Katharina Liensberger, Katharina Truppe, Michael Matt, Marco Schwarz en Christian Hirschbühl de zilveren medaille. In oktober 2019 behaalde Gritsch in Sölden haar eerste toptienklassering in een wereldbekerwedstrijd. In december 2019 stond ze in Sankt Moritz voor de eerste maal in haar carrière op het podium van een wereldbekerwedstrijd.

## Resultaten

### Wereldkampioenschappen
| Jaar | Plaats | Resultaten                             |
| ---- | ------ | -------------------------------------- |
| 2019 | Åre    | 8e Alpine combinatie · Landenwedstrijd |

### Wereldbeker
Eindklasseringen
| Seizoen   | Algm | SL  | RS  | AC  | PAR |
| --------- | ---- | --- | --- | --- | --- |
| 2018/2019 | 73e  | 36e | -   | 14e |     |
| 2019/2020 | 26e  | 22e | 21e | 4e  | 8e  |